# Джордж Атвуд
Джордж А́твуд (англ. George Atwood; 1745, Вестмінстер, Лондон, Королівство Великої Британії — 11 липня 1807, там же) — англійський фізик і математик XVIII—XIX століть; винахідник машини для ілюстрування дії законів Ньютона; член Лондонського королівського товариства (1776). Крім цього, Атвуд був одним з провідних шахістів свого часу і він зберіг записи як своїх партій, так і партій багатьох інших гравців, зокрема Франсуа-Андре Данікані Філідора.

## Біографія
Джордж Атвуд народився у Лондоні у Вестмінстері. Точна дата його народження невідома, однак припускають, що незадовго до його хрещення, яке відбулось 15 жовтня 1745 року.

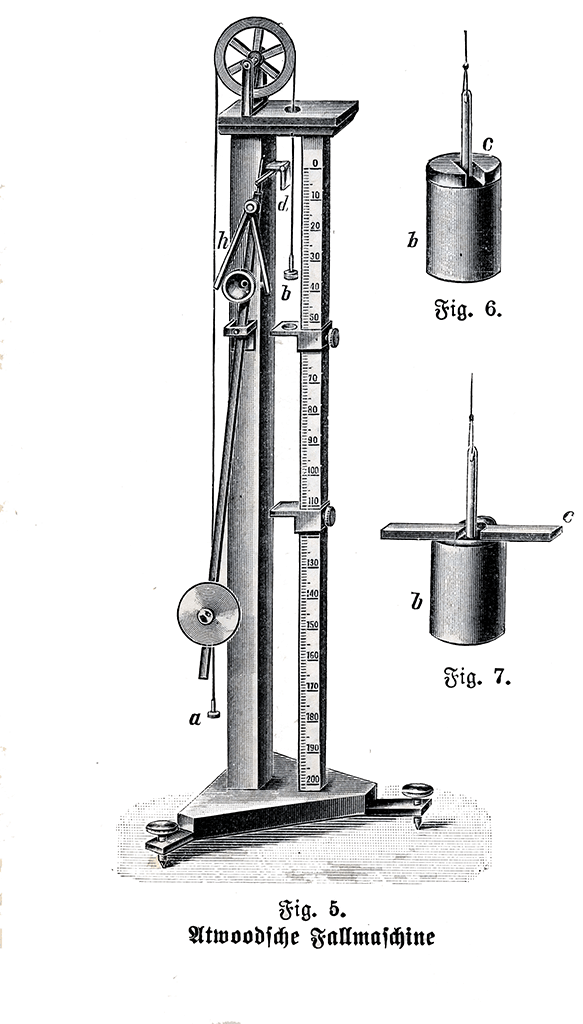
Машина Атвуда

Після закінчення Вестмінстерської школи Джордж Атвуд навчався з 1765 Триніті-коледжі Кембриджського університету, який закінчив у 1769 з титулом третього ранглера та став першим лауреатом премії Сміта для студентів-дослідників у Кембриджському університеті. З 1769 по 1784 був викладачем і професором цього ж університету, а згодом, з 1786 року на запрошення прем'єр-міністра Великої Британії Вільяма Пітта-молодшого працював у Комітеті з монетарної політики Банку Англії.
Відомий працями у галузі електрики, оптики та механіки. Він отримав широку популярність винаходом приладу для вивчення закону падіння тіл під дією сили тяжіння, який він описав у трактаті з механіки (1784) і, який отримав назву «Машина Атвуда». Досліджував остійність тіл, що плавають на поверхні води, за результати яких був нагороджений Медаллю Коплі у 1796 році.
Джордж Атвуд помер у рідному Вестмінстері (Лондон) 11 липня 1807 року у віці 61 року, проживши усе життя самотнім та на залишивши законних спадкоємців. Його поховали у церкві Святої Маргарити.

## Вшанування пам'яті
Одна з безрозмірнісних фізичних величин та критерій подібності у фізиці, у пам'ять про науковця, має назву Число Атвуда.
Кратер на видимому боці Місяця названий його іменем.

## Вибрана бібліографія
- «Treatise on the rectilinear motion of bodies» (Кембридж, 1784);
- «Analysis of a course of lectures on the principles of natural philosophy» (Лондон, 1784);
- «Dissertation on the constructions of arches» (Лондон, 1801).
- «Review of the Statutes and Ordinances of Assize which have been established in England from the 4th year of King John, 1202, to the 37th of his present Majesty» (London, 1801)
- «Chess games recorded by Atwood were published posthumously by George Walker in London in 1835, under the name Selection of Games at Chess, actually played by Philidor and his Contemporaries».